# Can Pujol (Palma)
Can Pujol és un edifici modernista del barri de Sant Catalina de Palma protegit com a bé cultural d'interès local des de 2005. És un immoble de tres plantes construït l'any 1904 d'autoria anònima, encara que se li atribueix al mestre d'obres Gaspar Reynés Coll. D'altres fonts, parlen que l'edifici podria ser una col·laboració entre Reynés i Jaume Alenyar.
En el moment de la protecció, l'any 2005, l'estat de conservació era regular, ja que si bé, en general no presentava necessitats d'intervencions d'urgència, si que algunes zones mostraven una falta de manteniment. L'any 2012, es finalitzaren les obres de restauració de l'esdifici a mans de la seva propietària.